# Тромбоз
Тромбо́з (від грец. θρόμβωσις, thrombōsis — «згортання») — процес зажиттєвого утворення згустків крові — тромбів — у кровоносних судинах або в порожнинах серця людини і тварин; ускладнює або припиняє місцевий кровообіг. Найчастіше утворюється у венах.

## Причини виникнення
Спричинюється тромбоз:
- ураженням стінок судин внаслідок атеросклерозу, запальних процесів, інтоксикації, травм
- уповільненням кровообігу в зв'язку з розладом серцевої діяльності
- вроджені та набуті аномалії розвитку судин (наприклад, патологічне розширення судин -аневризми, варикозне розширення вен)
- змінами у системі згортання крові тощо.

Велику роль у виникненні тромбозу відіграють зміни біохімічного складу крові, які прискорюють її зсідання.
Ділянки повністю несформованого тромбу, що відірвалися, називаються емболами. Вони можуть закупорити судину, тоді говорять про тромбемболію. Найчастіше венозні тромби закупорють легеневі артерії різного діаметру, рідше - коронарні.
Один з розповсюджених видів тромбозу — Артеріальний. Він характеризується утворення тромбу в артерії. У більшості випадків артеріальний тромбоз виникає внаслідок розриву атероми (жирового відкладення в стінці кровоносної судини), тому його називають атеротромбозом. Артеріальна емболія виникає, коли тромби мігрують вниз за течією, і може вразити будь-який орган.

## Клінічний перебіг
Тромбоз у системі коронарного кровообігу веде до інфаркту міокарду, тромбоз судин головного мозку — до інсульту, порушення кровопостачання певної ділянки тканини — до некрозу.
Надалі можливе як розчинення (лізис) тромбу з частковим або повним відновленням прохідності судини, так і пророщування сполучною тканиною чи капілярами, що може привести також до відновлення кровообігу або до ущільнення.

## Лікування
Для лікування тромбозу важливим є патогенезний фактор, на який впливають відповідними чинниками. У гострих випадках використовують антитромботичні, кінази (фібринолітики), антикоагулянти, спазмолітичні й протизапальні препарати тощо; за показами необхідним є хірургічне видалення тромбу (наприклад, інтимтромбектомія), особливо при великих діаметрах судин чи «довгих тромбах». При стабільному звуженні магістральних судин після тромбозу можуть накладати обхідні судинні анастомози, встановлювати різні види внутрішньосудинних стентів.

#### Хірургічне втручання
Крім фармакологічних препаратів, для лікування тромбозу також використовуються ендоваскулярні методи:
- катетерний тромболізис;
- черезшкірна аспіраційна тромбектомія;
- венозна балонна дилатація;
- фармакомеханічний катетерний тромболізис.

При виборі методу втручання враховується аналіз ризику і користі операції та рішення пацієнта. При цьому рекомендуються консультації вузьких фахівців.